# Maigret und der Minister
Maigret und der Minister (französisch Maigret chez le ministre) ist ein Kriminalroman des belgischen Schriftstellers Georges Simenon. Er ist der 46. Roman einer Reihe von insgesamt 75 Romanen und 28 Erzählungen um den Kriminalkommissar Maigret. Der Roman entstand vom 16. bis 23. August 1954 in Lakeville, Connecticut, und erschien noch im selben Jahr beim Pariser Verlag Presses de la Cité. 1956 publizierte Kiepenheuer & Witsch die erste deutsche Übersetzung von Hansjürgen Wille und Barbara Klau. Im Jahr 1978 brachte der Diogenes Verlag eine Neuübersetzung von Annerose Melter heraus.
Der Minister für öffentliche Arbeiten bittet Kommissar Maigret um Hilfe. Ein brisantes Dokument, das eine Regierungskrise auslösen könnte, wurde aus seinem Dienstzimmer gestohlen. In der Folge sieht er sich einer Pressekampagne mit Korruptionsvorwürfen ausgesetzt, während einige Abgeordnete den Minister zu opfern bereit sind, um ihre eigenen schmutzigen Machenschaften zu vertuschen. Nur widerwillig begibt sich Maigret in die Sphäre der politischen Intrigen und Ränkespiele.

## Inhalt
Es ist Frühling in Paris, wo die Presse seit Wochen nur ein Thema kennt: die Katastrophe von Clairfond. Wenige Jahre zuvor wurde im Département Haute-Savoie zwischen Ugine und Megève ein Prestigeobjekt errichtet, ein aufwendiges, hochmodernes Sanatorium. Im Zuge der Schneeschmelze stürzte vor einem Monat ein Gebäudeflügel ein und 128 Kinder fanden den Tod. Seither wird das Genehmigungsverfahren des umstrittenen Bauprojekts in Frage gestellt, das augenscheinlich unter massivem Einfluss des Bauunternehmers Arthur Nicoud stand. Das Interesse der Öffentlichkeit richtet sich vor allem auf den Calame-Bericht. Julien Calame, ein inzwischen verstorbener Professor an der Hochschule für Straßen- und Brückenbau, soll erhebliche Sicherheitsmängel der Planung aufgezeigt haben, doch sein Bericht wurde beim Bau ignoriert und ist inzwischen spurlos verschwunden. Seit der Katastrophe ist der Report zum Politikum geworden, nach dem von allen Seiten gefahndet wird.

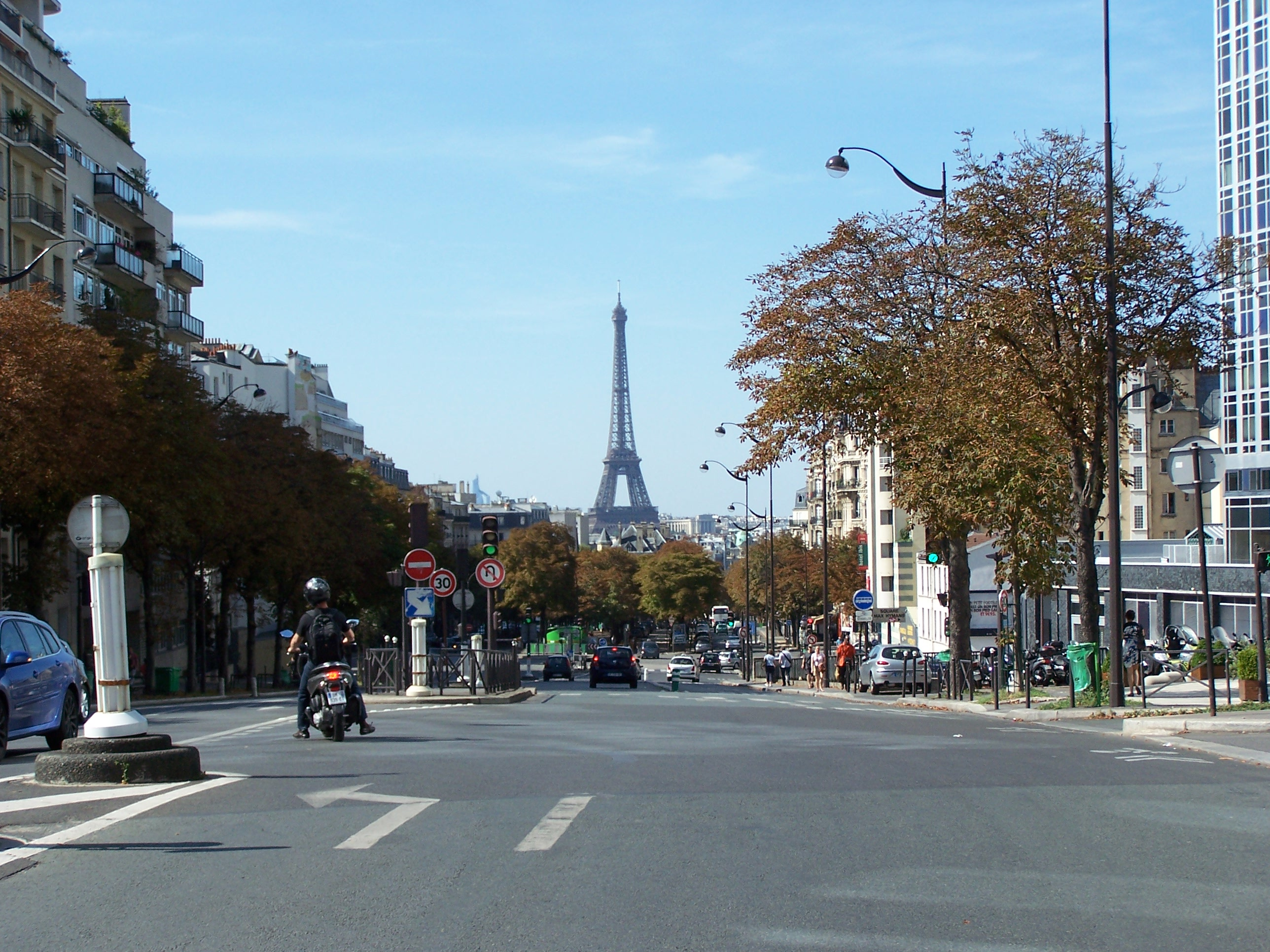
Boulevard Pasteur in Paris

Mitten in der Nacht ruft Auguste Point, der Minister für öffentliche Arbeiten, Kommissar Maigret an und bittet ihn in seine Privatwohnung am Boulevard Pasteur. Er, der erst seit kurzem im Amt ist und mit der Genehmigung des Bauprojektes nichts zu schaffen hat, ist unvermittelt in die Affäre verstrickt worden. Jules Piquemal, ein Wachmann an der Hochschule für Straßen- und Brückenbau, entdeckte den Calame-Bericht im Nachlass des Professors und überbrachte ihn dem Minister persönlich. Im Wissen um die politische Sprengkraft der Papiere hielt Point sie über Nacht in seinem Schreibtisch verwahrt, doch als er sie dem Ministerpräsidenten Oscar Malterre übergeben wollte, fehlte von ihnen jede Spur. Kurz darauf erschienen in der Presse erste Spekulationen über den Bericht, sein Auftauchen und Verschwinden, die Insider-Wissen vermuten lassen. Namentlich gegen Auguste Point richten sich die Vorwürfe, den kritischen Bericht verheimlichen zu wollen, wobei er durch ein Geschenk des Bauunternehmers Nicoud zusätzlich belastet wird.
Trotz allen Widerwillens, den Maigret für Politiker im Allgemeinen empfindet, erkennt er in Point eine verwandte Seele, und er verspricht dem Minister, den Diebstahl des Berichts aufzuklären. Bei den Ermittlungen, die Maigret und seine Inspektoren vom Quai des Orfèvres halb-offiziell führen, stoßen sie immer wieder auf die Kollegen der Sûreté nationale, die sie offensichtlich im direkten Auftrag Malterres überwachen. Es scheinen aber auch einige Ex-Polizisten in den Fall verwickelt, die im Auftrag unbekannter Hintermänner Spuren verwischen. So verschwindet der Eigenbrötler Piquemal nach dem Treffen mit einem Unbekannten spurlos. Ein Brief in seiner Pension führt Maigret auf die Spur des intriganten und machthungrigen Abgeordneten Joseph Mascoulin, der dem Kommissar selbstsicher ein modernes Vervielfältigungsgerät vorführt und damit andeutet, eine Kopie des Berichts zu besitzen.
Schließlich entlarvt Maigret den Ex-Sûreté-Agenten Eugène Benoît als Dieb der Papiere. In dessen kleiner Anglerhütte in Seine-Port spürt er den verschwundenen Piquemal auf. Beide waren im Auftrag Mascoulins tätig, Piquemal aus verblendetem Idealismus, Benoît schlicht für Geld. Während Piquemal gutgläubig den Bericht an den Minister übergab, bestach Benoît Points Büroleiter Jacques Fleury und entwendete ihn prompt wieder, da Mascoulin nicht an einer Veröffentlichung der brisanten Informationen gelegen war. Dieser bleibt der heimliche Profiteur des Ränkespiels, weil er mit seiner Kopie des Berichts zahlreiche hochrangige Politiker in seiner Hand weiß, auf deren Protektion er künftig zählen kann. Und da sich Benoît weigert, seinen Hintermann ans Messer zu liefern, wird dem korrupten Abgeordneten die Unterschlagung nicht nachzuweisen zu sein. Minister Point zeigt sich erleichtert, dass sein Name reingewaschen ist und der geplanten Hochzeit seiner Tochter nichts mehr im Wege steht. Der großen Politik überdrüssig beschließt er allerdings, so bald wie möglich sein Amt aufzugeben und ins beschauliche La Roche-sur-Yon im Département Vendée heimzukehren.

## Interpretation
Maigret und der Minister nimmt in der Maigret-Serie eine Sonderstellung ein: Der Kommissar und Leiter der Mordkommission untersucht dieses Mal keinen Mord, sondern „nur“ den Diebstahl eines kompromittierenden Berichts. Dabei muss sich Maigret in die „von Grund auf korrupte Beschaffenheit der Sphäre“ der Politik begeben, der er später in Maigret verteidigt sich erneut begegnet. Zwischen Pflichtgefühl und Abscheu vor dem politischen Milieu schwankend, fällt es dem Kommissar schwer, sich wie üblich in die Verdächtigen einzufühlen. Auch von dem charakteristischen Mitgefühl mit dem Täter ist bei der Suche nach dem Erpresser des Ministers nichts zu spüren. Laut Pierre Assouline hegte Simenon ein tiefes und stetig wachsendes Misstrauen gegenüber Politikern. Wie der Non-Maigret-Roman Der Präsident führt Maigret und der Minister den moralischen Zerfall in der Vierten Französischen Republik vor. Der Autor machte dabei seine Figur Maigret zum Sprachrohr seines eigenen Widerwillens gegenüber der Politik. In der Beschreibung der Revolverblätter, die den Minister mit Enthüllungsberichten verfolgen, griff Simenon auf Erfahrungen zurück, die er in seiner Jugend beim Brüsseler Boulevardmagazin La Nanèsse gesammelt hatte.
Tilman Spreckelsen verweist auf die sprechenden Namen der Figuren: Während der Bericht des Professors Calame Kalamitäten auslöst und von den Herren Malterre und Piquemal nichts Gutes zu erwarten ist, erweist sich Minister Point als redlicher Mensch, der keine Umschweife macht. In ihm erblickt der Kommissar sein Spiegelbild, mit dem ihm die ländliche Herkunft, die Leidenschaft für einfache Gerichte und Getränke, der gleiche Typ biederer Ehefrau und sogar der Vorname des Vaters „Évariste“ verbindet. Für Murielle Wenger wird Maigret zum schicksalhaften Retter des Ministers, weil er dessen Werdegang von Jugend an nachvollziehen kann. Nicht zuletzt befand er sich einst in einer ganz ähnlichen Situation, als seine persönliche Integrität durch unberechtigte Vorwürfe in Frage gestellt wurde und er eine Strafversetzung nach Luçon im Département Vendée über sich ergehen lassen musste. Diese Episode verweist – wie das Auftauchen des Jugendfreundes Julien Chabot aus Maigret hat Angst – auf einen früheren Roman der Serie: Maigret im Haus des Richters. Während der Kommissar sich damals hilflos und ausgeliefert fühlte, bekämpft er dieses Mal die unberechtigten Anschuldigungen erfolgreich. Durch den Einsatz für sein Ebenbild Point gelingt es Maigret, die eigene unbewältigte Vergangenheit zu exorzieren.

## Rezeption
Publishers Weekly fasste den Roman zusammen: „Maigret, der die rauhe Welt der Kriminellen gegenüber den aalglatten Machenschaften der Politik vorzieht, wird nichtsdestotrotz dazu verleitet, einem Minister des französischen Kabinetts zu helfen“, wobei die Handlung vor einem „interessanten Pariser Hintergrund“ spiele. Laut The Library World hasse es der Kommissar, in die Politik verwickelt zu werden, doch löse er den Fall gerade noch rechtzeitig, um einen politischen Skandal zu verhindern. Der Roman sei „fesselnd und prägnant“, Simenons Stil „lakonisch“. Die New York Times empfahl Maigret und der Minister nicht für Leser, die „turbulente Action und donnernde Höhepunkte“ suchten. Aber die Qualität des Autors zeige sich in einer Erzählweise, die gleichzeitig „zurückhaltend und äußert real“ sei.
Für Steve Trussel war Maigret und der Minister ein ungewöhnlicher Maigret-Roman, der vermutlich niemandes Lieblingsroman sei, weil ihm zu viele typische Bestandteile der Serie fehlten und er keine attraktiven Figuren besitze. Anders sah es Detlef Richter, der Simenons vielschichtige Figuren wie die für ihren Chef schwärmende Sekretärin und den in Spielschulden steckenden Büroleiter lobte. Auch ohne Leiche sei „die Spannung bis zum Schluss garantiert. Ein weiterer atmosphärischer Krimi aus der Hand des Meisters.“ Frank Böhmert gefiel „Simenons ökonomischer und dennoch einfühlsamer Stil“. Er pries die „[f]ein austarierte Figurenkonstellation“ und zog gar Parallelen zur Wulff-Affäre, weswegen er Bundespräsidenten generell empfahl: „hätten sie mal Simenon gelesen!“
Die Romanvorlage wurde sechsmal verfilmt: in den britischen Fernsehserien Maigret mit Rupert Davies (1962) und Michael Gambon (1993), in der japanischen TV-Serie mit Kinya Aikawa (1974), sowie in Episoden der französischen Fernsehserien Les Enquêtes du commissaire Maigret mit Jean Richard (1987) und Maigret mit Bruno Cremer (2002); 1987 spielte Armen Djigarkhanyan den Maigret in einer sowjetischen Filmproduktion. Im Jahr 1957 produzierte Radio Bremen unter der Regie von Carl Nagel eine Hörspielbearbeitung. Es sprachen unter anderem Heinz Klevenow, Wolfgang Golisch, Kurt Strehlen, Erwin Linder und Dagmar Altrichter.

## Ausgaben
- Georges Simenon: Maigret chez le ministre. Presses de la Cité, Paris 1954 (Erstausgabe).
- Georges Simenon: Maigret und der Minister. Übersetzung: Hansjürgen Wille und Barbara Klau. Kiepenheuer & Witsch, Köln 1956.
- Georges Simenon: Maigret und der Minister. Übersetzung: Hansjürgen Wille und Barbara Klau. Heyne, München 1967.
- Georges Simenon: Maigret und der Minister. Übersetzung: Annerose Melter. Diogenes, Zürich 1978, ISBN 3-257-20505-8.
- Georges Simenon: Maigret und der Minister. Sämtliche Maigret-Romane in 75 Bänden, Band 46. Übersetzung: Annerose Melter. Diogenes, Zürich 2009, ISBN 978-3-257-23846-4.